# Leipziger Kreis
De Leipziger Kreis was een administratieve eenheid in het keurvorstendom Saksen
Nadat het keurvorstendom Saksen de Schmalkaldische Oorlog had verloren, kwamen in de capitulatie van Wittenberg van 19 mei 1547 de keurvorstelijke waardigheid en een deel van het keurvorstendom aan de in Meissen residerende hertog van Saksen.
Na deze uitbreiding van het gebied wordt het gebied van de nieuwe keurvorst verdeeld in vijf Kreisen, waarbij de Kurkreis overeenkomt met het gebied waaraan de keurvorstelijke waardigheid is verbonden. De andere vier kreisen waren al eerder in aanzet gevormd en werden nu verder uitgebouwd. De Kreisen vormden een instantie tussen de centrale regering van het keurvorstendom en de ambten.
- Kurkreis
- Thüringer Kreis
- Meißnischer Kreis
- Erzgebirgischer Kreis
- Leipziger Kreis

De Leipziger Kreis bestond omstreeks 1780 uit de volgende 14 ambten:
- Leipzig
- Deliitzsch
- Zörbig
- Düben
- Eilenburg
- Grimma (Erfambt)
- Grimma (Schoolambt)
- Mutzschen
- Leisnig met Döbeln
- Rochlitz
- Colditz
- Borna
- Pegau
- Wurzen

Het Congres van Wenen voegde in 1815 ongeveer de helft van het koninkrijk Saksen bij het koninkrijk Pruisen. Hierdoor viel deel in het noorden van de Kreits aan Pruisen. Delitzsch, Zörbig, Düben en Eilenburg werden bij de nieuwe Pruisische provincie Saksen gevoegd.